# Carl Prohaska

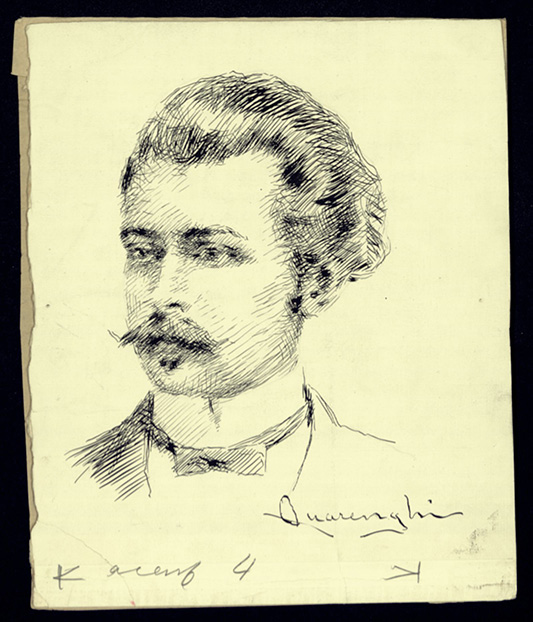
Carl Prohaska

Carl Prohaska, auch Karl (* 25. April 1869 in Mödling, Niederösterreich; † 27. März 1927 in Wien), war ein österreichischer Komponist, Musikpädagoge und Dirigent.

## Leben

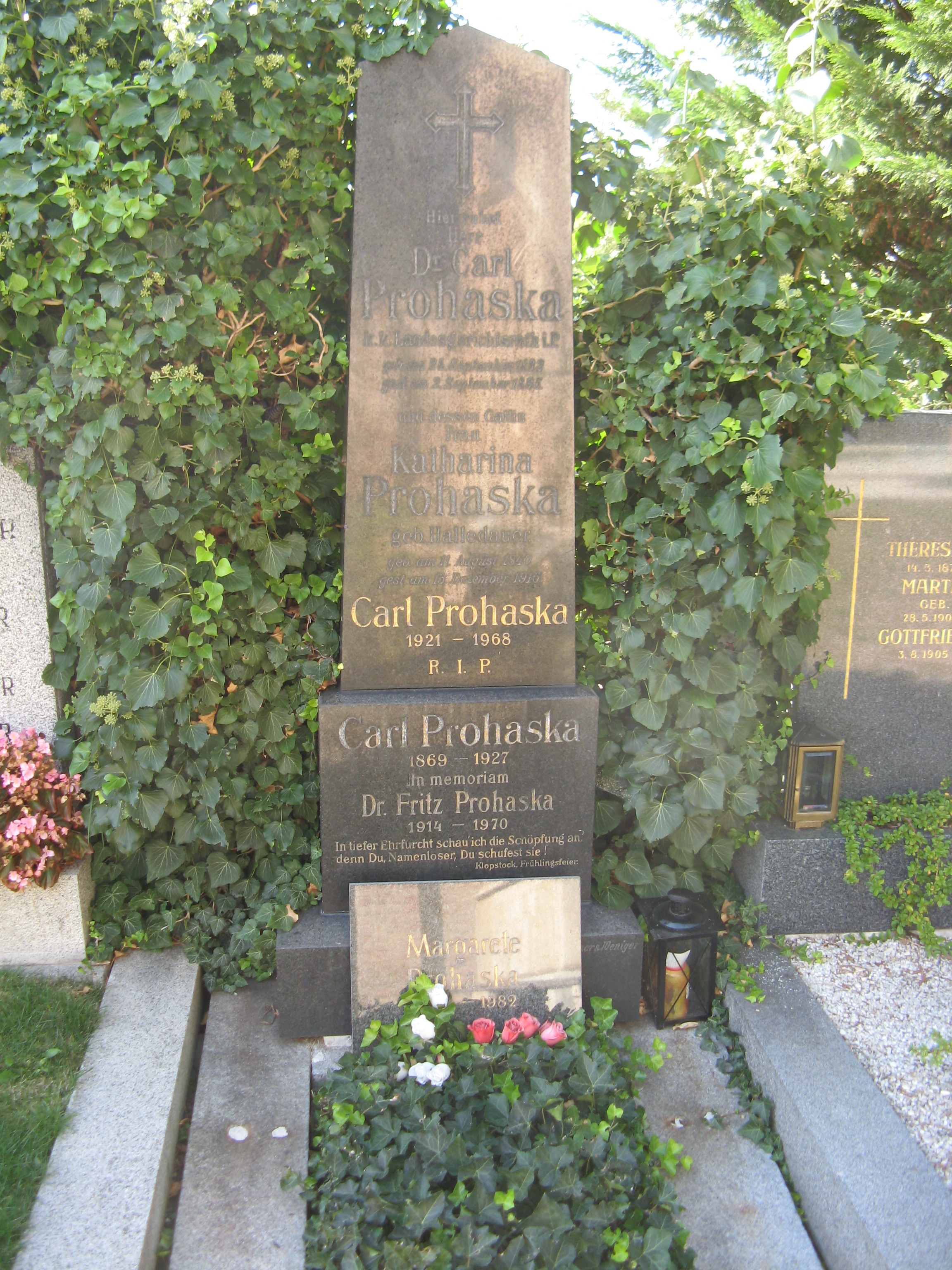
Grabmal von Carl Prohaska auf dem Pötzleinsdorfer Friedhof

Er studierte Klavier bei Eugen d’Albert und Komposition bei Eusebius Mandyczewski und Heinrich von Herzogenberg und war mit Johannes Brahms befreundet. Prohaska unterrichtete von 1894 bis 1895 am Straßburger Konservatorium und leitete von 1901 bis 1905 das Warschauer Philharmonie Orchester. 1908 wurde er Professor am Konservatorium der Wiener Philharmonie Gesellschaft.
Seine letzte Ruhe fand er auf dem Pötzleinsdorfer Friedhof (Gruppe D, Reihe 42, Nummer 308) in Wien. 1959 wurde der Carl-Prohaska-Platz in Wien-Favoriten nach ihm benannt.
Carl Prohaska ist der Vater von Felix Prohaska und der Urgroßvater von Anna Prohaska und Daniel Prohaska.

## Arbeiten

### Oper
Madeleine Guimard (1930)

### Choral
Oratorium Frühlingsfeier (1913); Aus dem Buch Hiob; Lebensmesse, Der Feind, Infanterie und andere chorale Arbeiten.

### Orchestral
Veränderungen im Thema von Devin du village, symphonische Einleitung zum Das vierte Gebot von Ludwig Anzengruber, Symphonie Phantasie und Fugue Rousseaus für Orchester.